# Amber Heard
Amber Laura Heard (sinh ngày 22 tháng 4 năm 1986) là một nữ diễn viên kiêm người mẫu Mỹ qua các vai diễn trong "Never Back Down", "Pineapple Express", phim hành động Drive Angry đóng cùng Nicolas Cage, The Informers, The Stepfather, Zombieland, The Joneses và Aquaman. Cô tiếp tục đóng các vai chính trong The Ward của John Carpenter, và cùng với Johnny Depp trong The Rum Diary, bộ phim giúp cô đoạt giải Spotlight tại Liên hoan phim Hollywood (2011). Cũng như các phim Paranoia, 3 Days to Kill, Magic Mike XXL, The Danish Girl, Justice League, Aquaman...

## Tiểu sử
Amber Heard sinh ra và lớn lên tại Austin, Texas. Bố cô, ông David, là một nhà thầu và mẹ cô là Paige (nhũ danh Parsons) là một nhà nghiên cứu Internet. Năm 16 tuổi, người bạn thân nhất của cô qua đời trong một tai nạn xe hơi và năm 17 tuổi cô bỏ học và đến New York để bắt đầu sự nghiệp người mẫu. Sau đó cô dọn đến Los Angeles để tham gia công việc diễn xuất.
Heard là người gốc Anh, Scotland, Ireland, Wales và Đức.

## Đời sống cá nhân
Cô từng tiết lộ gây sốc khi khẳng định rằng "Tôi là người song tính" và công khai tay trong tay với người tình đồng giới là nữ nhiếp ảnh gia Tasya van Ree tại buổi dạ tiệc kỷ niệm 25 năm thành lập tổ chức Glaad (Gay & Lesbian Alliance Against Defamation).
Ngày 3 tháng 2 năm 2015, Amber Heard kết hôn với nam diễn viên Johnny Depp tại Los Angeles. Ngày 23 tháng 5 năm 2016, Heard đệ đơn xin ly hôn với Depp. Vào ngày 1 tháng 6 năm 2022, Amber Heard thua kiện và tòa án quyết định Amber phải bồi thường cho Depp 15 triệu USD.

## Hoạt động nghệ thuật

### Phim điện ảnh
| Năm  | Tên phim                                    | Vai diễn | Ghi chú |
| ---- | ------------------------------------------- | -------- | ------- |
| 2009 | Zombieland                                  | 406      |         |
| 2017 | Liên minh công lý                           | Mera     |         |
| 2018 | Aquaman: Đế vương Atlantis                  | Mera     |         |
| 2021 | Liên minh công lý phiên bản của Zack Snyder | Mera     |         |
| TBA  | Aquaman và Vương Quốc Thất Lạc              | Mera     |         |